# Salcia Hałas
Salcia Hałas (geb. in Przemyśl) ist eine polnische Schriftstellerin. Für ihren Debütroman wurde sie 2017 mit dem Literaturpreis Gdynia ausgezeichnet.

## Leben
Hałas absolvierte ein Studium der Polonistik und zudem eine Ausbildung zur Gärtnerin in Danzig. Seitdem arbeitet sie als Gärtner und beschäftigt sich mit Streetart.
Sie wohnt in Gdynia.

## Publikationen
- Pieczeń dla Amfy, 2016
- Potop, 2019

## Nominierungen
- 2017: Literaturpreis Gdynia in der Kategorie Prosa für Pieczeń dla Amfy
- 2017: Finalistin des Witold-Gombrowicz-Literaturpreises mit Pieczeń dla Amfy